# Павлов, Валентин Сергеевич
Валенти́н Серге́евич Па́влов (26 сентября 1937, Москва — 30 марта 2003, Москва) — советский государственный деятель, премьер-министр СССР, — единственный, занимавший должность с таким названием, — с 14 января по 28 августа 1991 года, с 18 по 21 августа 1991 года — член ГКЧП.

## Биография
Родился 26 сентября 1937 года в семье москвичей: шофёра и медсестры. Жена — Валентина Петровна, сын — Сергей.
В 1958 году окончил финансово-экономический факультет Московского финансового института.
- 1958—1959 годы — инспектор государственных доходов финансового отдела Калининского райисполкома Москвы;
- 1959—1966 годы — экономист, старший экономист, заместитель начальника отдела, заместитель начальника Управления финансирования строительства Министерства финансов РСФСР[2];
- 1966—1968 годы — заместитель начальника Управления финансирования тяжелой промышленности Министерства финансов СССР[2];
- 1968—1979 годы — заместитель начальника Бюджетного управления Министерства финансов СССР, кандидат экономических наук (1971);
- 1979—1986 годы — начальник отдела финансов, себестоимости и цен Госплана СССР[2], в 1981—1986 годах член Коллегии Госплана СССР[2], доктор экономических наук (1981). Тема докторской диссертации «Финансовые планы и балансы в системе управления экономикой»;
- 1986 год — первый заместитель Министра финансов СССР[2];
- С 15 августа 1986 года по 7 июня 1989 года — председатель Государственного комитета СССР по ценам[2],
- С 17 июля 1989 года по 14 января 1991 года — министр финансов СССР[2]. Лейтенант интендантской службы запаса. Президент Всесоюзного экономического общества (1990—1991).
- Член ЦК КПСС (1990—1991)[2].

- 14 января 1991 года, после отставки Николая Ивановича Рыжкова (26 декабря 1990 года), Президент СССР Михаил Сергеевич Горбачёв с согласия Верховного Совета назначил Павлова его преемником как компромиссную кандидатуру, сторонника рыночной экономики в рамках социалистического выбора. При этом Совет Министров СССР был переименован в Кабинет Министров СССР, а Председатель Совета Министров СССР — в Премьер-министра СССР[3].
- С 13 марта 1991 года до распада СССР — член Совета безопасности СССР[4].

### Реформы Павлова

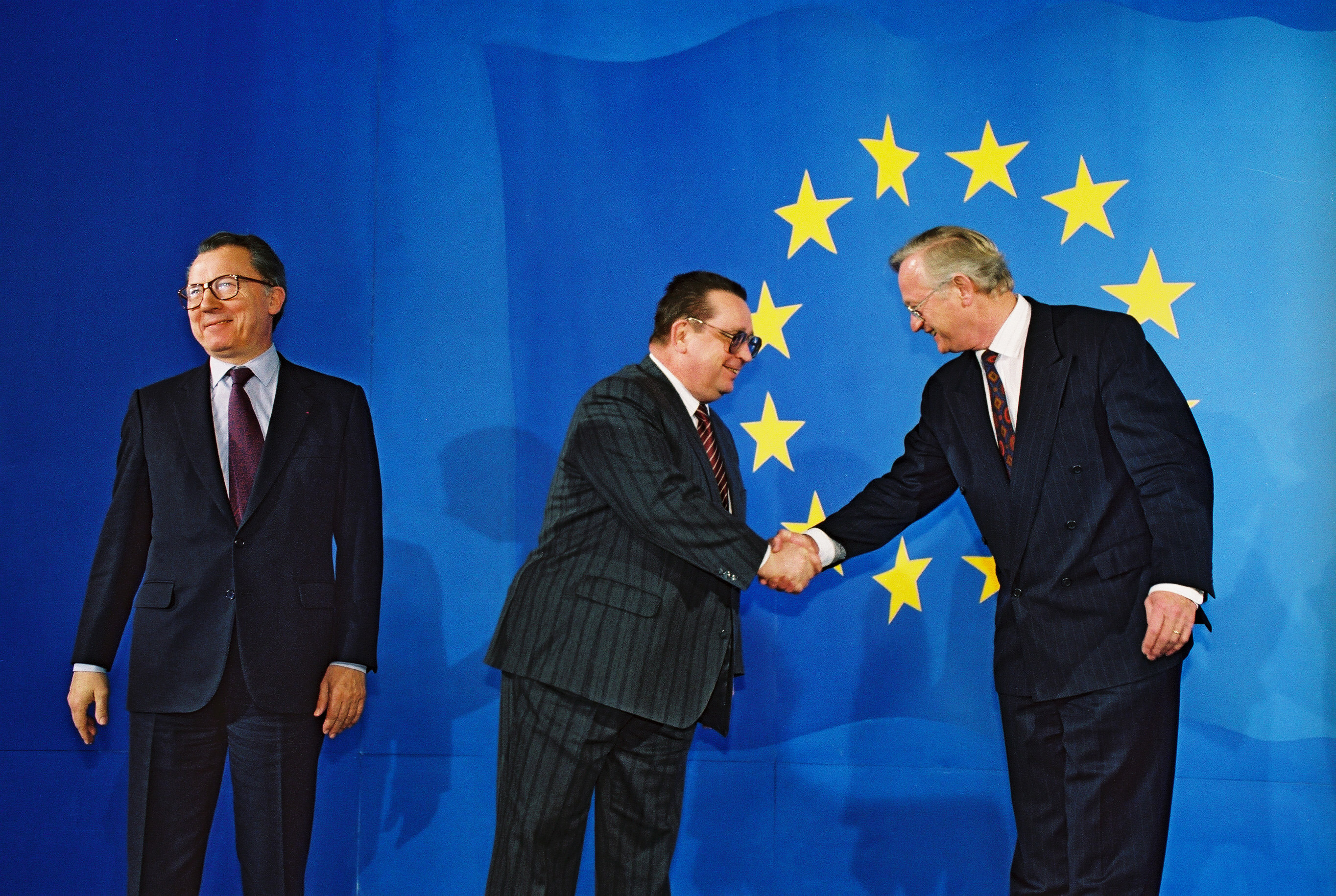
Валентин Павлов и президент Европейской комиссии Жак Делор (слева) и европейский комиссар Франс Андриссен (справа), апрель 1991 г.

Принимал участие в создании Пенсионного фонда, налоговой инспекции, в формировании коммерческих банков, привлечении первых инвестиций, в регулировании первых кооперативов и совместных предприятий.
Одной из оставшихся в памяти народа акций Павлова стало изданное через восемь дней после его назначения (22 января 1991 года) распоряжение об изъятии банкнот в 50 и 100 рублей в ограниченный во времени период (три дня) и замену их на купюры нового образца. Распоряжение Павлова предварялось его собственными публичными заверениями, что денежная реформа проводиться не будет. Формальной причиной для проведения реформы была объявлена борьба с крупными купюрами, которые «в большом количестве сконцентрировались за рубежом и в руках теневого капитала». Кроме того, реформа должна была «заморозить» нетрудовые доходы, средства теневого сектора экономики, спекулянтов и коррупционеров.
Обмен изымаемых банкнот сопровождался существенными ограничениями:
- Сжатые сроки обмена — три дня с 23 по 25 января (со среды по пятницу).
- Не более 1000 рублей на человека — возможность обмена остальных банкнот рассматривалась в специальных комиссиях до конца марта 1991 года.

«Можно сказать, что страна в эти дни не работала. В первые два дня в обществе царила паника — люди фактически штурмом брали сберкассы. Особенно волнительными эти дни оказались для людей пожилого возраста, которые боялись не успеть сдать старые деньги», — пишет историк Роман Кирсанов.
Вопреки заявлениям правительства, большая часть денег находилась не у подпольных миллионеров, а на руках у населения, тем более что накануне «павловской» реформы зарплаты выдавались 50- и 100-рублевыми купюрами, которые как раз и подлежали замене. В результате с соблюдением всех условий реформы к 26 января в отделения Госбанка поступили купюры на сумму около 40 млрд рублей, при том что в обороте их было на 48 млрд рублей. Таким образом, не было предъявлено около 8 млрд рублей. Поэтому попытка стабилизировать обращение наличных денег и частично решить проблему дефицита на товарном рынке СССР не удалась. К тому же, текущая эмиссия превышала объём изъятых денег.
Вторая подобная акция — подъём в 2-3 раза цен на основные потребительские товары и услуги со 2 апреля 1991 года согласно Постановлению Кабинета министров СССР.

### ГКЧП и после
Был одним из организаторов ГКЧП 19 августа 1991 года. В отличие от остальных организаторов комитета, после провала действий ГКЧП он не летал в Форос к Горбачёву. В тот же день в связи с болезнью Валентин Павлов возложил свои обязанности на первого вице-премьера Виталия Догужиева.
22 августа президент СССР Михаил Горбачев подписал указ об освобождении Павлова от должности премьера и внёс его на рассмотрение сессии Верховного Совета, в больнице к нему была приставлена охрана. 23 августа премьер-министр СССР был арестован и доставлен в тюрьму Матросская тишина, где уже находились прочие участники ГКЧП. 28 августа Верховный Совет СССР утвердил отставку Павлова, что влекло за собой отставку союзного правительства согласно статье 13 закона СССР «О Кабинете Министров СССР». Генерал армии Валентин Варенников отмечал: «В ночь с 18 на 19 августа руководство страны, учитывая отказ Горбачёва участвовать в действиях, вынуждено было создать „Государственный комитет по чрезвычайному положению“. Такого типа государственные структуры в то время имели право создавать два лица: президент СССР или председатель Кабинета министров СССР. Руководитель Кабинета министров Валентин Павлов взял ответственность на себя, создал комитет и сам вошёл в его состав». 30 августа на допросе экс-премьер заявил, что не признаёт свою вину и никакого заговора не было.

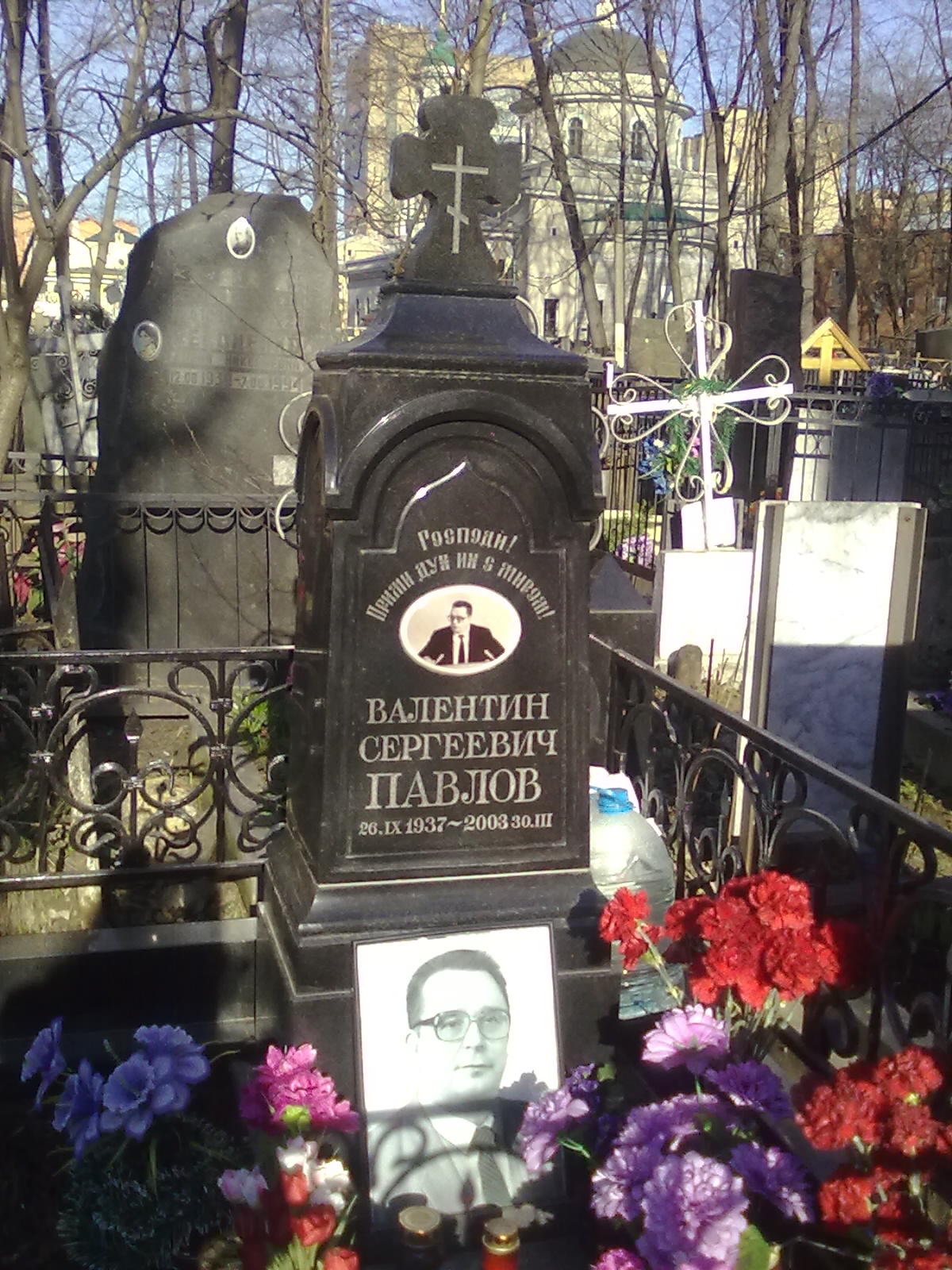
Могила Валентина Павлова на Пятницком кладбище

В январе 1993 года после ознакомления со своим делом Валентин Павлов был освобождён из следственного изолятора и в феврале 1994 года амнистирован Государственной Думой РФ I созыва.
- 1994—1995 годы — президент Часпромбанка[2]; покинул пост президента 31 августа 1995 года[22], а 13 февраля 1996 года у банка была отозвана лицензия[23].
- 1996—1997 годы — советник Промстройбанка[2][24]. В 1998 году стал вице-президентом американской фирмы «Вusiness Мanagement Systems»[2]. Затем был сотрудником ряда экономических институтов, заместителем председателя Вольного экономического общества (ВЭО).

В августе 2002 года Валентин Павлов перенёс инфаркт. В январе он вернулся к работе, обсуждал с Михаилом Ивановичем Лапшиным предстоящие в декабре выборы в Госдуму, но 12 марта 2003 года был госпитализирован с инсультом в одну из московских больниц. Врачи три недели боролись за жизнь Валентина Павлова, но спасти его не удалось, и 30 марта 2003 года он умер в возрасте 65 лет. Валентин Павлов похоронен на Пятницком кладбище (8 уч.).

## Отзывы
- Виктор Геращенко вспоминал: «С удовольствием работал я с Валентином Павловым, но у него был своеобразный характер, он всегда всё знал и часто принимал решения без советов со специалистами. Например, с заменой сто- и пятидесятирублевок. И хотя мы с ним в институте играли в одной команде в баскетбол, а этот спорт воспитывает коллективизм, Валентин был индивидуалистом»[27].

## Публикации
- Использование экономико-математических методов в планировании товарооборота розничных торговых организаций. Л., 1981;
- Проблемы совершенствования финансового планирования. М., 1982;
- Государственный бюджет СССР. 2-е изд. М., 1985;
- Радикальная реформа ценообразования. М., 1988;
- Финансы — наша главная забота. М., 1990;
- Бюджет и экономика: время ответственных решений. М., 1991;
- Реформа ценообразования: Цели, пути реализации. М., 1991;
- Упущен ли шанс? Финансовый ключ к рынку. М., 1995.
- Август изнутри : Горбачев-путч. — М. : Деловой мир : МП «Газ. „Фрезер“», 1993. — 125,[2] с. ISBN 5-86800-065-X
- Верю в Россию. — М. : Экон. газ., 2005. — 668, [2] с. : ил., портр., факс., цв. ил., портр. — (Русская классическая библиотека «Экономика и духовность» XXI) (Президенты Вольного экономического общества России). — ISBN 5-900792-30-7

## Награды
- орден Трудового Красного Знамени
- орден «Знак Почёта»

## Киновоплощения
- 2009 — Анатолий Узденский в документальном фильме «Завтра всё будет по-другому».
- 2011 — Александр Клюквин в художественном фильме «Ельцин. Три дня в августе».